# David Edward Foley
David Edward Foley (* 3. Februar 1930 in Worcester, Massachusetts; † 17. April 2018 in Birmingham, Alabama) war ein US-amerikanischer Geistlicher und römisch-katholischer Bischof von Birmingham.

## Leben
David Edward Foley empfing am 26. Mai 1956 die Priesterweihe für das Erzbistum Washington.
Papst Johannes Paul II. ernannte ihn am 3. Mai 1986 zum Titularbischof von Octaba und zum Weihbischof in Richmond. Der Bischof von Richmond, Walter Francis Sullivan, spendete ihm am 27. Juni desselben Jahres die Bischofsweihe; Mitkonsekratoren waren John Francis Donoghue, Bischof von Charlotte, und James Aloysius Hickey, Erzbischof von Washington.
Am 22. März 1994 wurde er durch Johannes Paul II. zum Bischof von Birmingham ernannt und am 13. Mai desselben Jahres in das Amt eingeführt. Am 10. Mai 2005 nahm Papst Benedikt XVI. sein aus Altersgründen vorgebrachtes Rücktrittsgesuch an.
David Edward Foley engagierte sich für zahlreiche sozialen Projekte und die Christen im Heiligen Land. 1994 wurde er von Kardinal-Großmeister Giuseppe Kardinal Caprio zum Großoffizier des Päpstlichen Ritterordens vom Heiligen Grab zu Jerusalem ernannt und am 15. Oktober 1994 in Atlanta durch Großprior Francis B. Schulte in die Statthalterei USA Southeastern investiert.